# Saha-gu
Saha-gu (Hangul: 사하구, Hanja: 沙下區) is een stadsdeel (gu) van de Zuid-Koreaanse stad Busan. Saha-gu heeft een oppervlakte van 40,89 vierkante kilometer en telde in 2004 ongeveer 374.248 inwoners.
Het stadsdeel bestaat uit de volgende buurten (dong):
- Geojeong-dong
- Dangni-dong
- Hadan-dong
- Sinpyeong-dong
- Jangnim-dong
- Dadae-dong
- Gupyeong-dong
- Gamcheon-dong

Buk-gu · 
Busanjin-gu · 
Dong-gu · 
Dongnae-gu · 
Gangseo-gu · 
Geumjeong-gu · 
Gijang-gun · 
Haeundae-gu · 
Jung-gu · 
Nam-gu ·
Saha-gu · 
Sasang-gu · 
Seo-gu · 
Suyeong-gu · 
Yeongdo-gu · 
Yeonje-gu